# Nachal Ba'ana
Nachal Ba'ana (hebrejsky: נחל בענה) je vádí v severním Izraeli.
Začíná v nadmořské výšce okolo 300 metrů v kopcovité krajině regionu Vádí Ara, v prostoru bývalé samostatné obce Mušajrifa, jež je v současnosti součástí města Ma'ale Iron. Směřuje pak k východu odlesněnou a hustě osídlenou krajinou, z jihu míjí další část Ma'ale Iron – bývalou vesnici Bajada. Severně od bývalé samostatné obce Zalafa (dnes rovněž začleněné do Ma'ale Iron) vstupuje do rovinatého a zemědělsky využívaného Jizre'elského údolí, ve kterém ze severu míjí vesnici Giv'at Oz a nedaleko od ní ústí zleva do vádí Nachal Oz.